# Sites des Jeux olympiques et paralympiques d'été de 2012
Les lieux d'accueil pour les Jeux Olympiques de 2012 et les Jeux Paralympiques de 2012 sont principalement basés à Londres, bien que certains évènements ont lieu autre part au Royaume-Uni, certaines infrastructures n'étant pas disponibles dans la capitale. 

## Lieux d'accueil pour les sports
Différentes salles accueillent les Jeux d'été 2012 : certaines nouvelles, mais d'autres déjà existantes sont utilisées, et certaines sont des salles temporaires comme le Hyde Park et Horse Guards Parade. La peur de l'éléphant blanc a pu être évitée, notamment grâce à l'accès aux salles telles que celles du Dôme du millénaire. Les plans contribuent à la régénération de Stratford, à l'est de Londres qui accueille le Stade Olympique.
La majorité des lieux ont été divisés en trois zones dans le Grand Londres : la zone Olympique, la zone de la Rivière et la zone Centrale. En dehors du Grand Londres, on retrouve d'autres lieux d'accueil dû aux facilités (comme pour le nautisme à voile).
Le Comité international olympique a noté que pendant les sélections de la ville hôte de nombreuses négociations ont eu lieu pour assurer l'utilisation d'Old Trafford et du stade de Football Villa Park.

### Zone olympique
Coordonnées: 51° 32′ 54,56″ N, 0° 00′ 40,59″ O

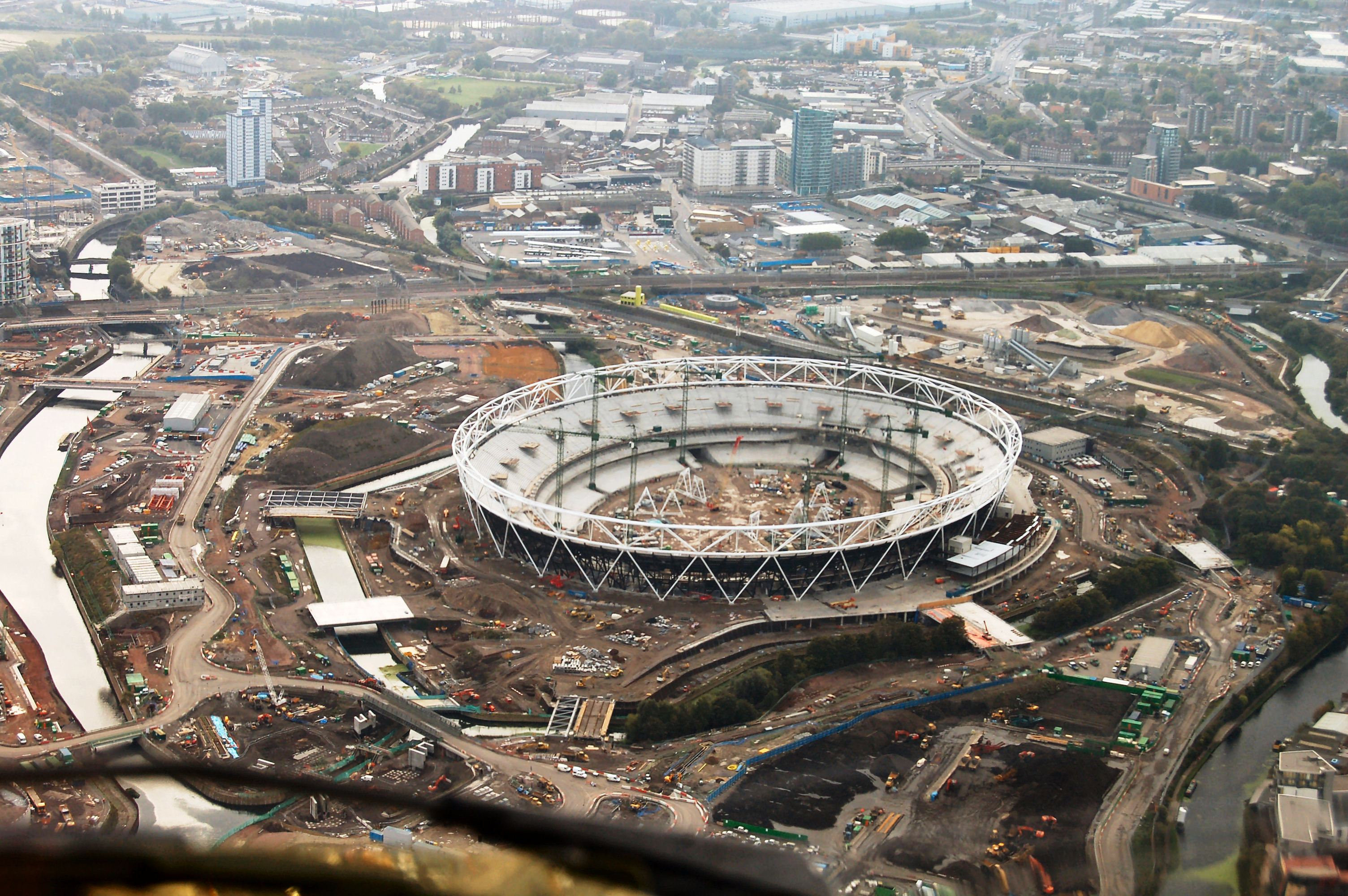
Le Stade Olympique sous construction à Statford
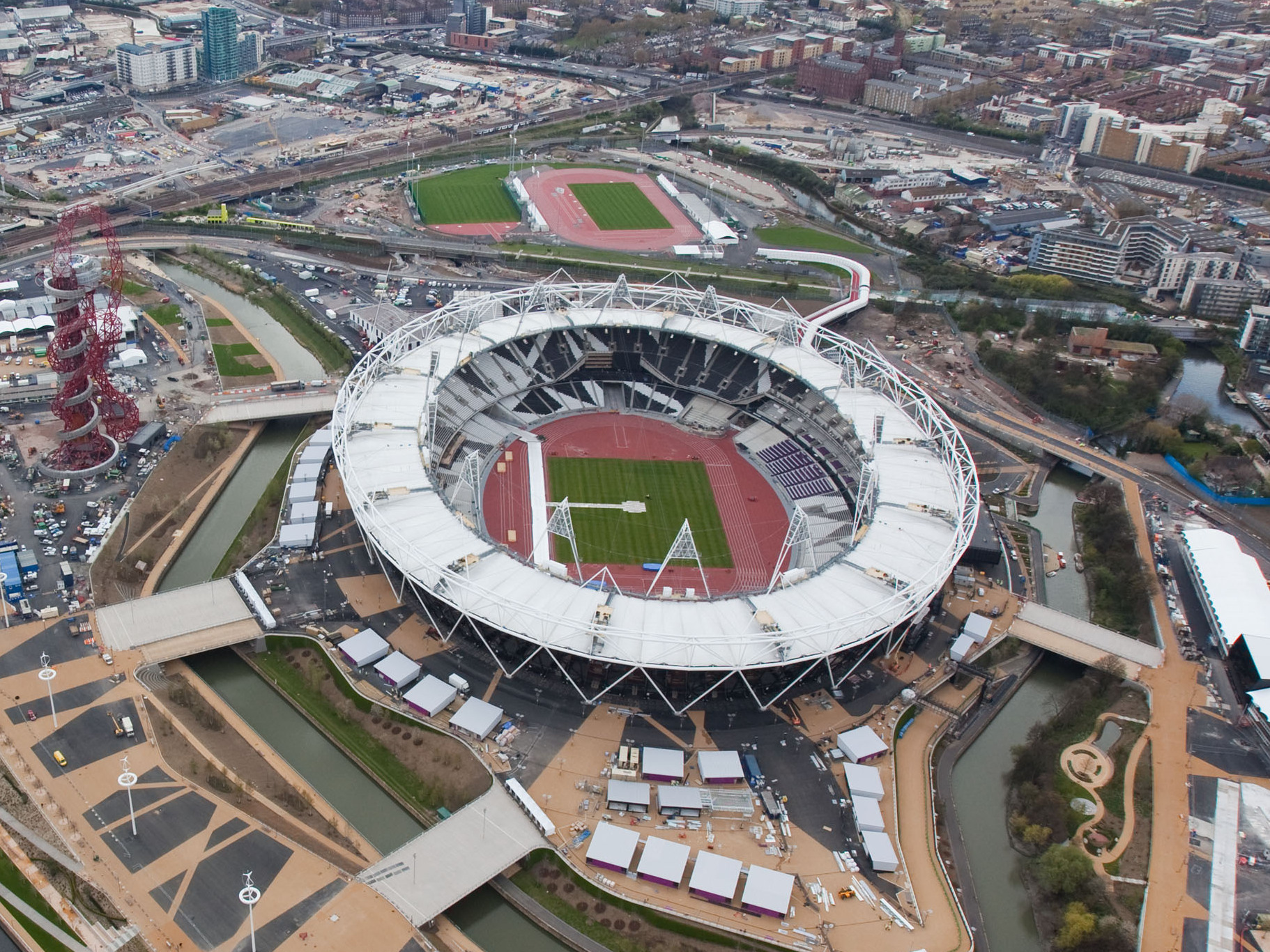
Le Stade Olympique en avril 2012
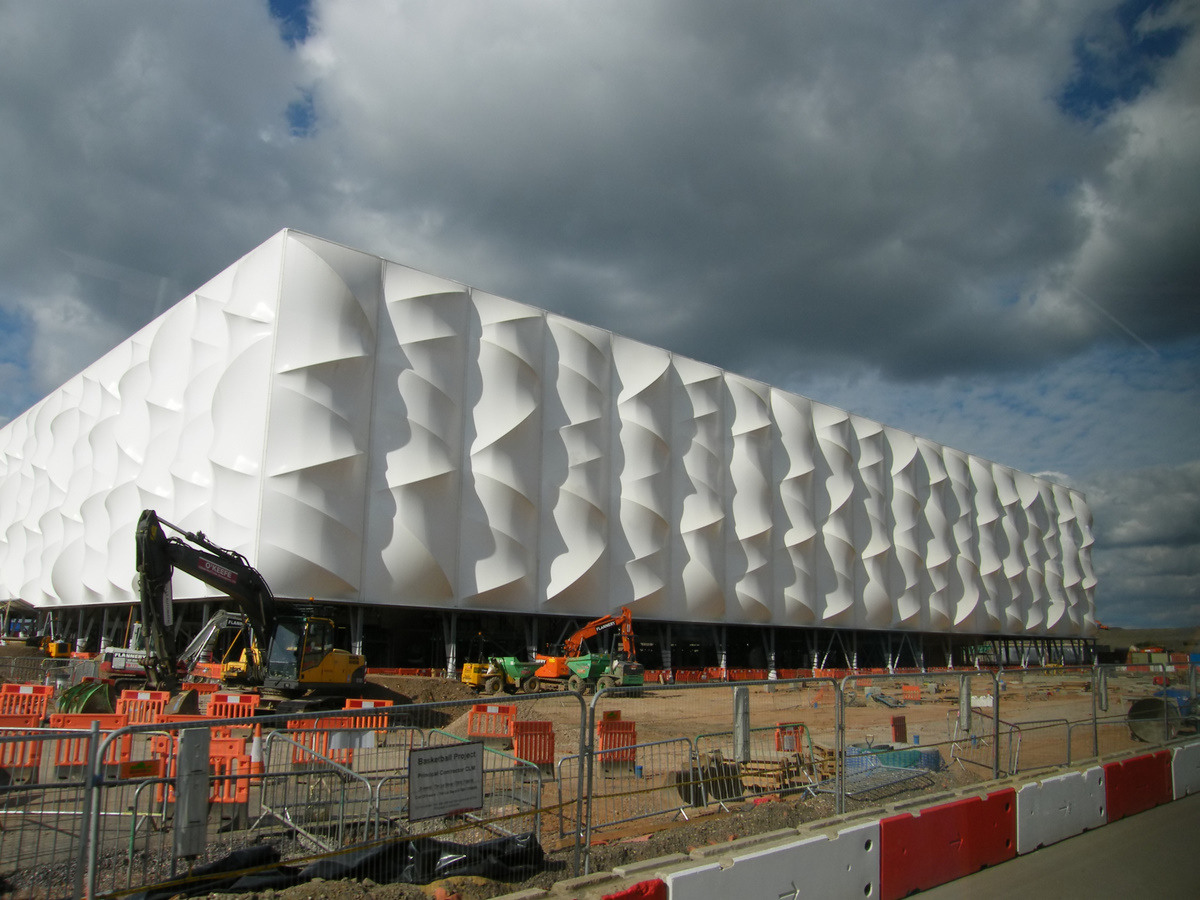
Vue de l'Open House de Londres en septembre 2010
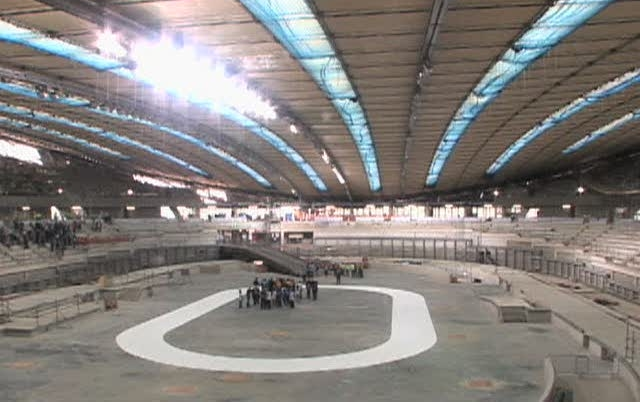
Le Vélodrome de Londres en juillet 2010

La Zone olympique comprend les infrastructures 500 acres (2 km2) autour du Parc olympique Queen Elizabeth, à Stratford. Ce parc est développé sur une zone industrielle et sera à 7 minutes du centre de Londres grâce au service du "Javelin Olympique". Le parc contient :
| Lieux d'accueil        | Sports                                                                   | Sports                                                     | Capacité                | Ref.  |
| Lieux d'accueil        | Olympique                                                                | Paralympique                                               | Capacité                | Ref.  |
| ---------------------- | ------------------------------------------------------------------------ | ---------------------------------------------------------- | ----------------------- | ----- |
| London Aquatics Centre | Plongeon, pentathlon moderne (natation), Natation, Natation synchronisée | Natation                                                   | 17 500                  | ,     |
| Arène du basket-ball   | Basket-ball, Handball (Finale et troisième place)                        | Rugby en fauteuil roulant, basket-ball en fauteuil roulant | 12 000 (JO) 10 000 (JP) | ,     |
| Circuit BMX            | Cyclisme (BMX)                                                           | —                                                          | 6 000 (temporaire)      | [ 4 ] |
| Eton Manor             | —                                                                        | Tennis en fauteuil roulant                                 | 10 500                  | ,     |
| Copper Box             | Escrime, Handball, pentathlon moderne (escrime, )                        | Goalball                                                   | 7 000                   | ,     |
| Vélodrome de Londres   | Cyclisme (piste)                                                         | Cyclisme (piste)                                           | 6 000                   | ,     |
| Riverbank Arena        | Hockey sur Gazon                                                         | Football à sept, Football à cinq                           | 16 000                  | ,     |
| Stade Olympique        | Athlétisme, Cérémonies d'ouverture et de fermeture                       | Athlétisme, Cérémonies d'ouverture et de fermeture         | 80 000                  | ,     |
| Water Polo Arena       | Water-polo                                                               | —                                                          | 5 000                   | ,     |

- Le Village olympique, avec un logement pour tous les athlètes et leur équipe officielle (soit 17 320 lits) (les autres techniciens officiels — arbitres, sont logés dans des hôtels de London Docklands).
- La presse olympique ainsi que le centre de diffusion.

Le plan original devait aboutir à la construction de cinq nouvelles arènes, 4 à la zone olympique et une à la zone de la Rivière. Pour des raisons d'économie, seules deux ont été construites. L'accueil possible de Earls Court et de Wembley furent ajoutés aux plans et de nombreux sports ont changé de lieu pour rendre tout ceci possible.

### Zone de la Rivière

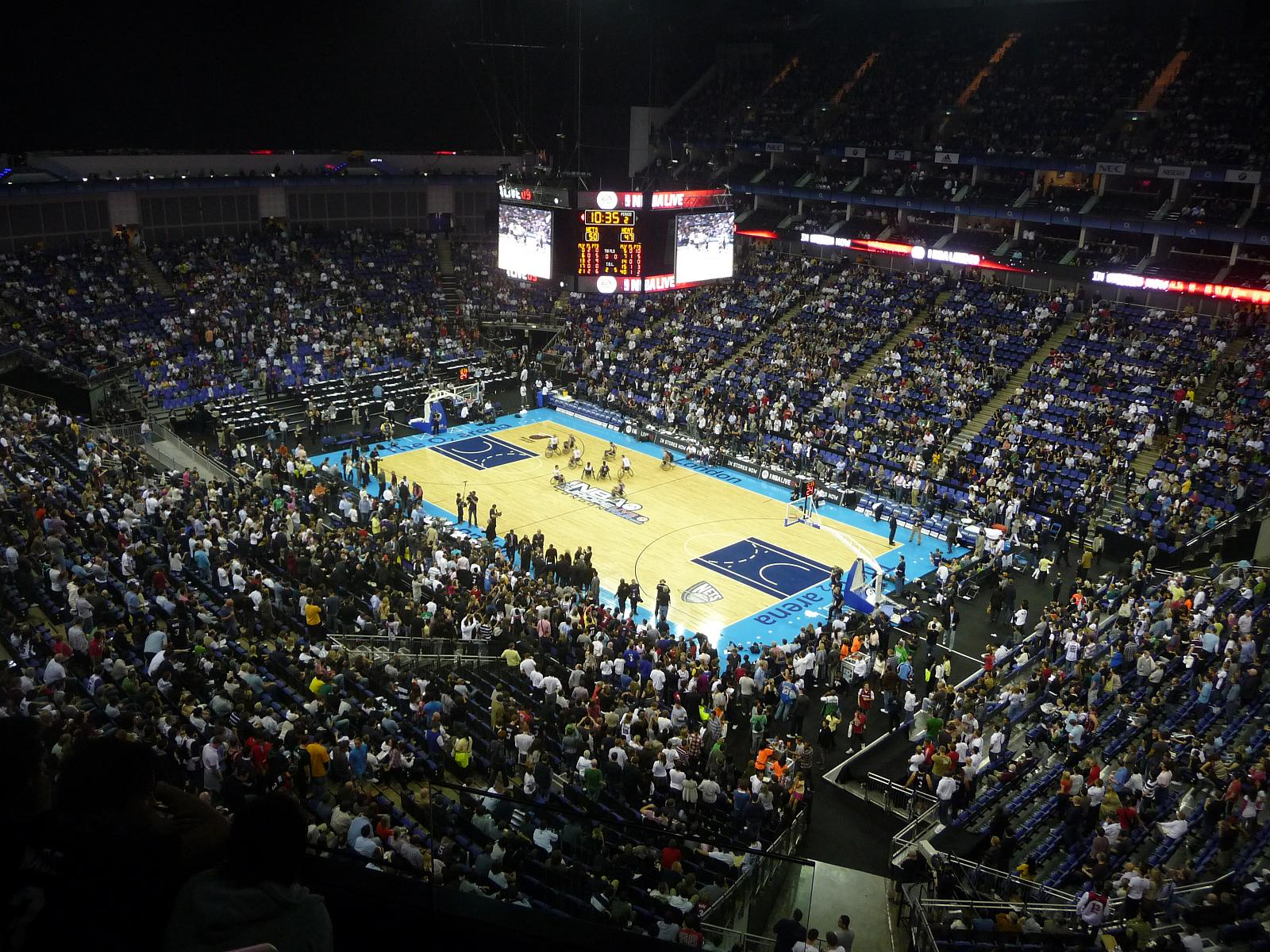
Le Dôme du millénaire accueillera les finales du basket-ball
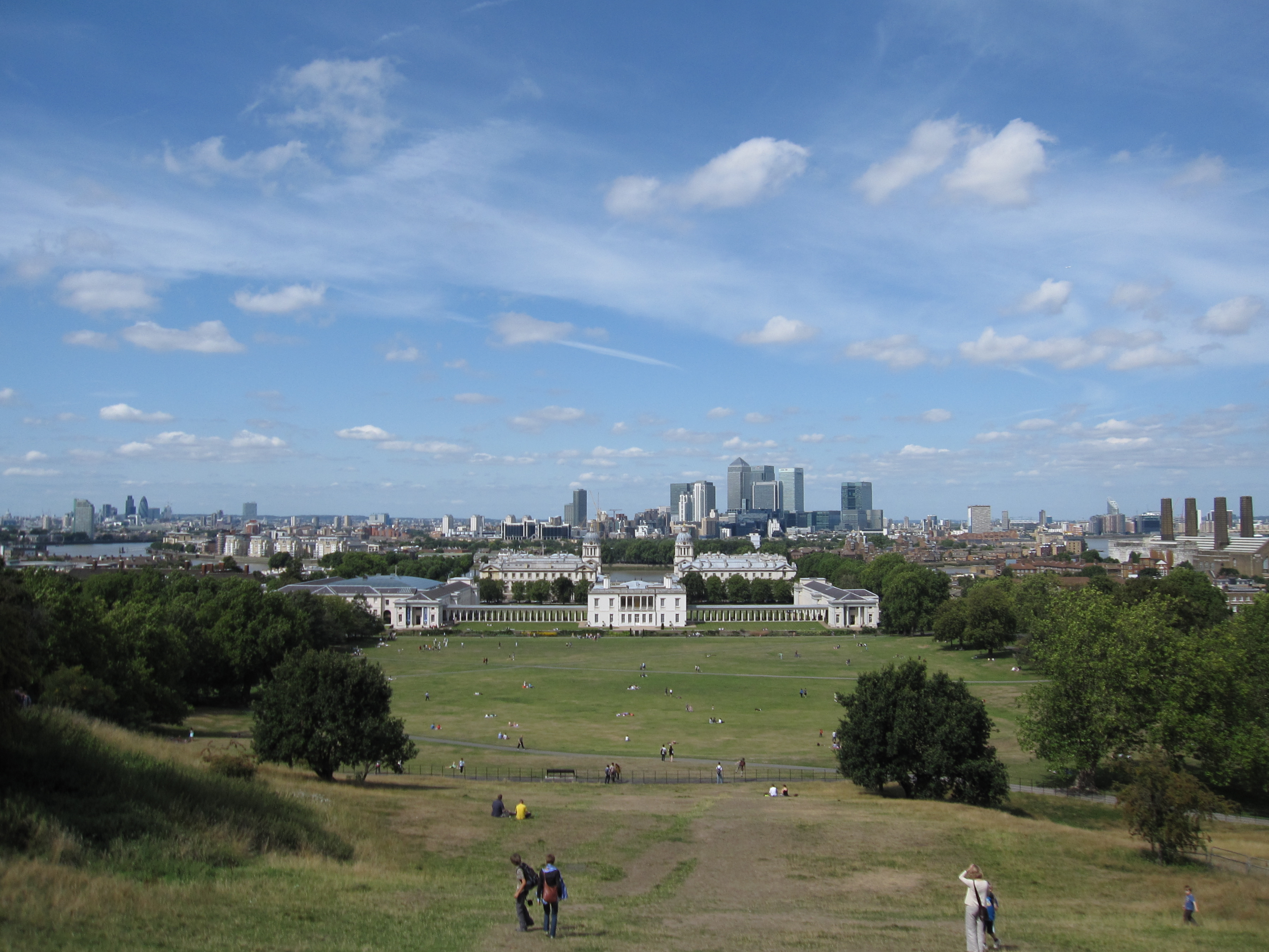
Vue sur le Queen's House et Greenwich Park

La zone de la Rivière contiendra 4 lieux principaux dans le Thames Gateway.
| Lieux d'accueil          | Sports                                                                | Sports                                                                                        | Capacité                | Ref. |
| Lieux d'accueil          | Olympique                                                             | Paralympique                                                                                  | Capacité                | Ref. |
| ------------------------ | --------------------------------------------------------------------- | --------------------------------------------------------------------------------------------- | ----------------------- | ---- |
| ExCeL London             | Boxe, Escrime, Judo, Tennis de table, Taekwondo, Haltérophilie, Lutte | Boccia, Judo, Powerlifting, Tennis de table, Volley-ball (assis), Escrime en fauteuil roulant | de 5 000 à 10 000       | ,    |
| Greenwich Park           | Équitation, Pentathlon moderne (course, équitation)                   | Équitation                                                                                    | 23 000 (JO) 6 000 (JP)  | ,    |
| Arène 0²                 | Basket-ball (finale), Gymnastique (artistique, trampoline)            | Basket-ball en fauteuil roulant                                                               | 20 000 (JO) 18 000 (JP) | ,    |
| Royal Artillery Barracks | Pentathlon moderne (tir), Tir                                         | Tir à l'arc, Tir                                                                              | 7 500 (JO) 5 000 (JP)   | ,    |

Une arène temporaire pouvant contenir 6 000 sièges baptisée North Greenwich Arena 2 aurait dû être construite pour accueillir le badminton et la gymnastique rythmique. Cependant, le coût élevée mena à la décision qu'une solution alternative devait être prise, et les évènements ont donc été transférés à l'Arène de Wembley.

### Zone Centrale

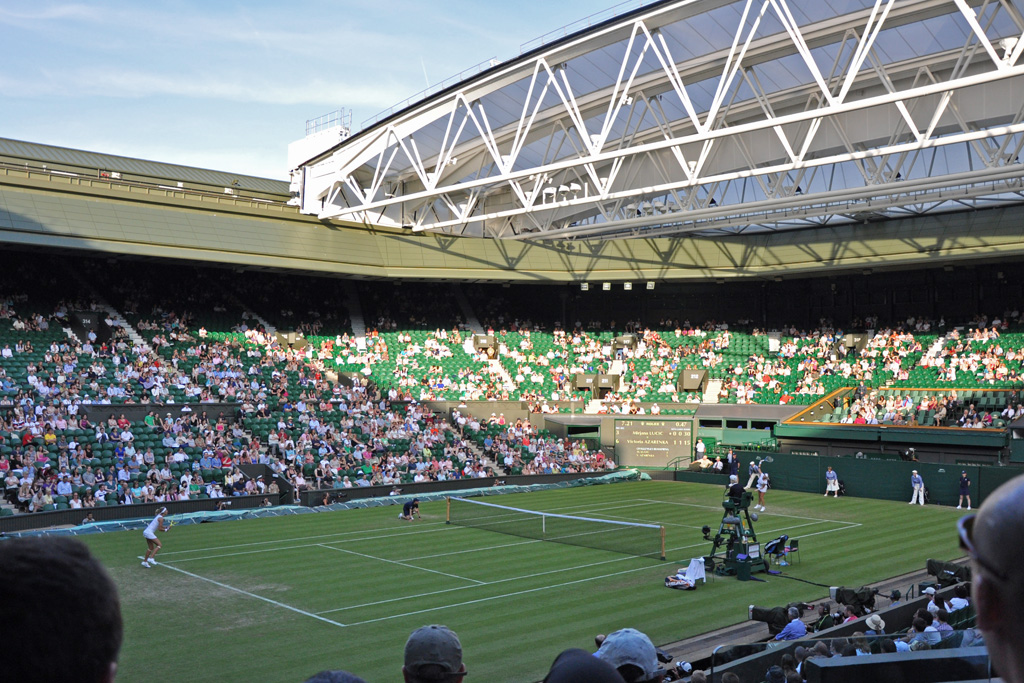
Wimbledon accueillera le tennis.
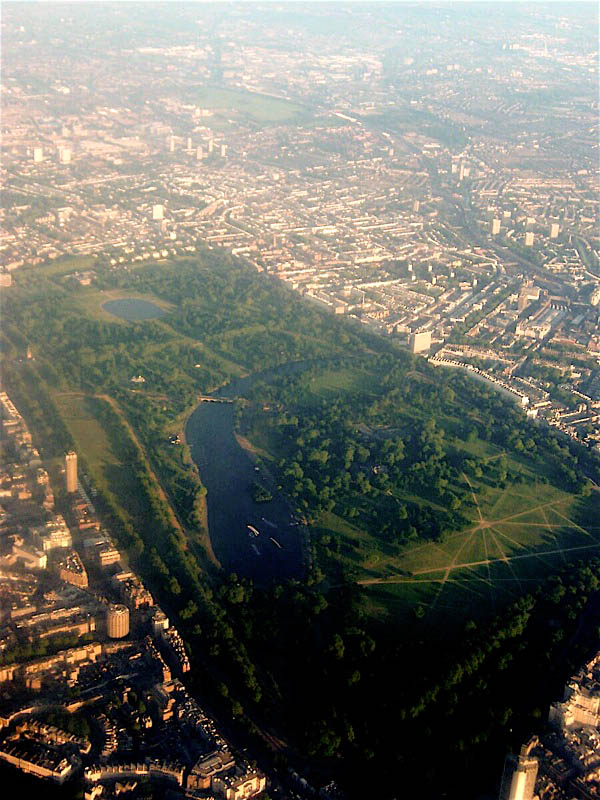
Vue aérienne de Hyde Park.

La Zone Centrale accueille les autres lieux d'accueil de Grand Londres :
| Lieux d'accueil                          | Sports                             | Sports                       | Capacité           | Ref.!  |
| Lieux d'accueil                          | Olympique                          | Paralympique                 | Capacité           | Ref.!  |
| ---------------------------------------- | ---------------------------------- | ---------------------------- | ------------------ | ------ |
| All England Lawn Tennis and Croquet Club | Tennis                             | —                            | 30 000             | [ 16 ] |
| Earls Court Exhibition Centre            | Volley-ball (indoor)               | —                            | 15 000             | [ 17 ] |
| Horse Guards Parade                      | Volleyball (beach)                 | —                            | 15 000             | [ 18 ] |
| Hyde Park                                | Natation (marathon), Triathlon     | Natation en fauteuil roulant | 12 000             | [ 19 ] |
| Lord's Cricket Ground                    | Tir à l'arc                        | —                            | 6 500 (temporaire) | [ 19 ] |
| Marathon Course                          | Athlétisme (marathon)              | —                            | Non connue.        | [ 20 ] |
| Regent's Park                            | Cyclisme (route)                   | Cyclisme (route)             | Non connue.        | ,      |
| Wembley Arena                            | Badminton, Gymnastique (rythmique) | —                            | 6 000              | [ 22 ] |
| Wembley Stadium                          | Football (finale)                  | —                            | 90 000             | [ 23 ] |

### En dehors de Grand Londres
Quatre lieux d'accueil sont en dehors du Grand Londres :

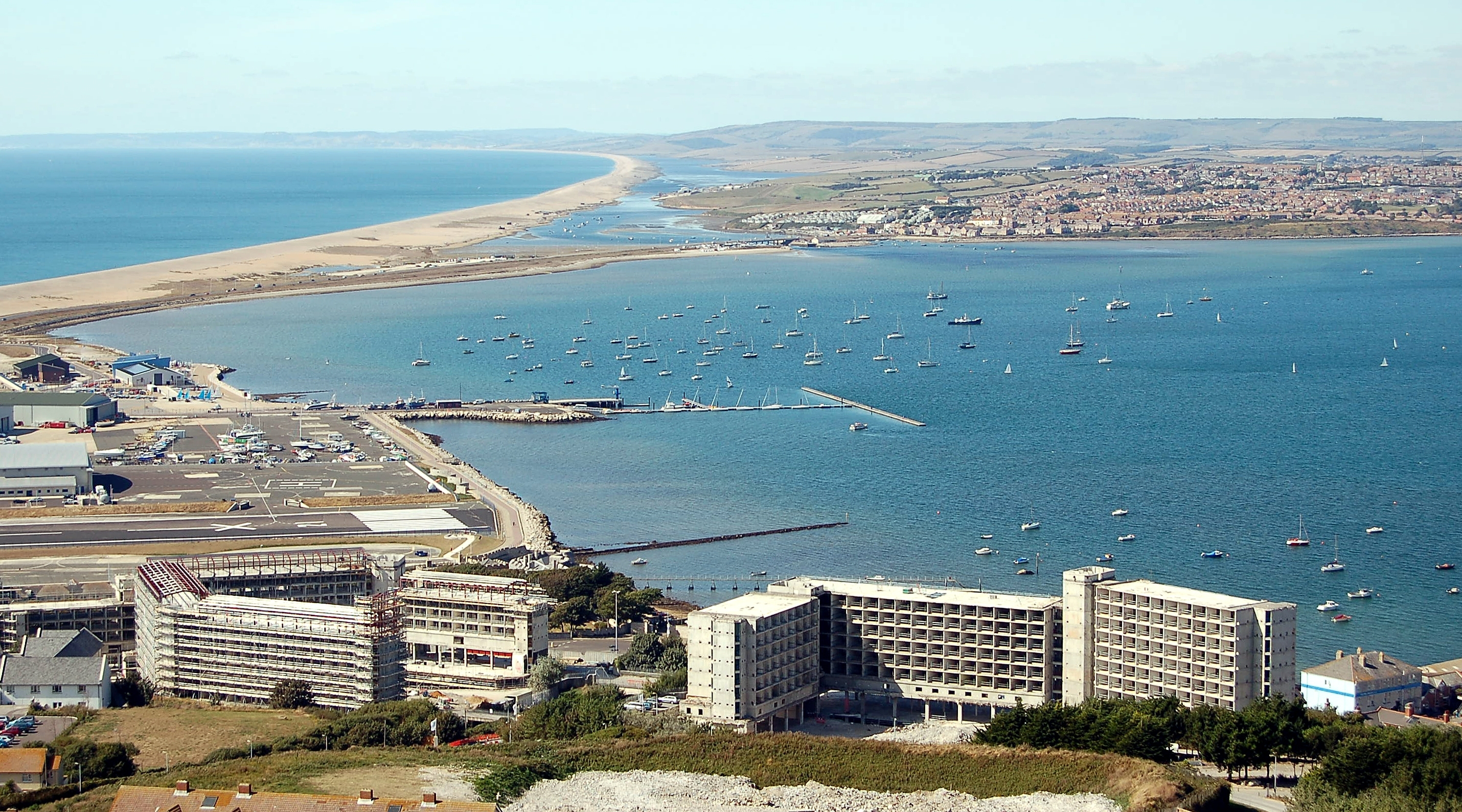
Portland Harbour à Weymouth and Portland National Sailing Academy accueillera le nautisme à la voile.
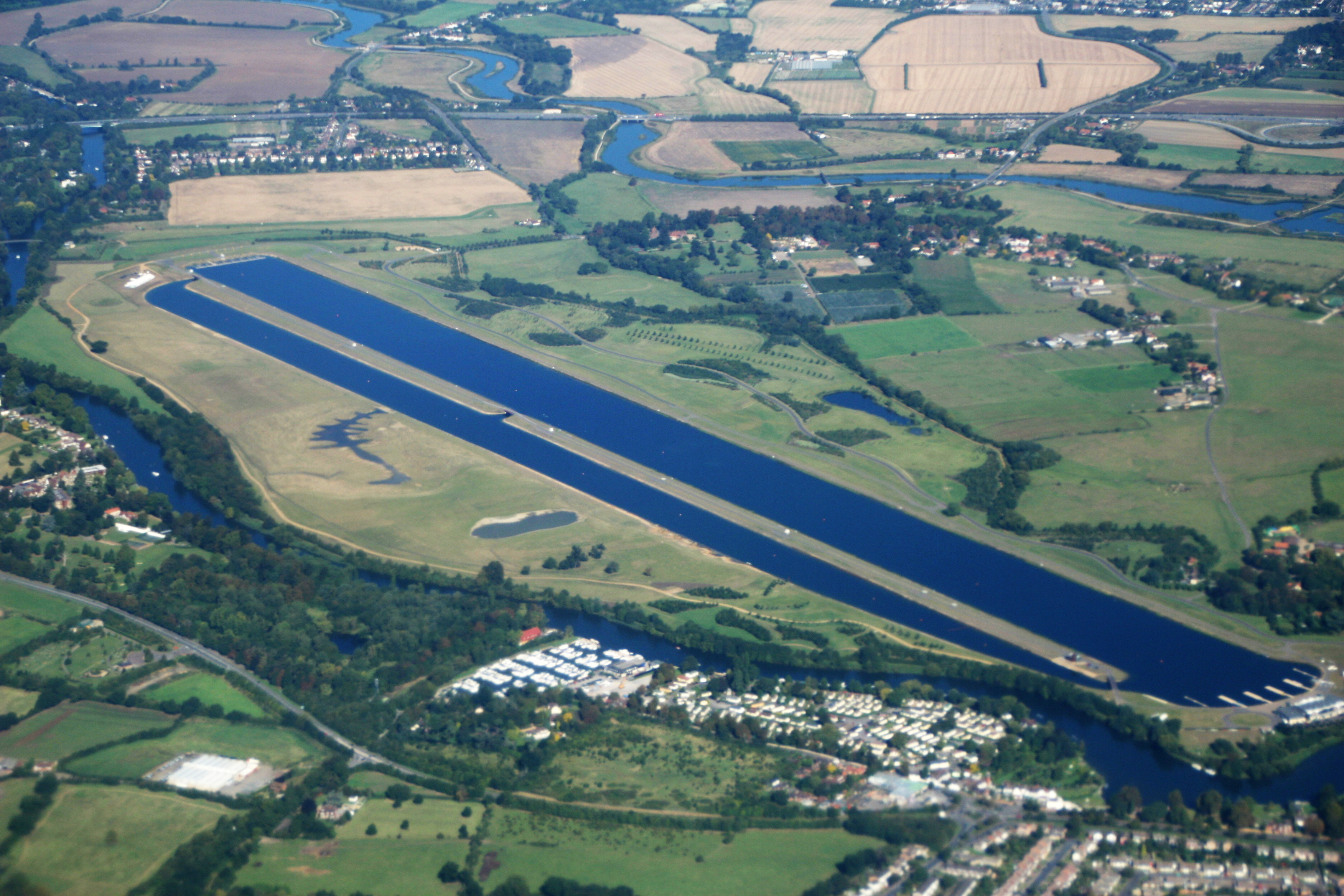
Vue Aérienne de Dorney Lake

| Lieux d'accueil                                | Sports                          | Sports        | Capacité                               | Ref.   |
| Lieux d'accueil                                | Olympique                       | Paralympique  | Capacité                               | Ref.   |
| ---------------------------------------------- | ------------------------------- | ------------- | -------------------------------------- | ------ |
| Dorney Lake                                    | Canoë (course en ligne), Aviron | Aviron        | 30 000 maximum (JO) 6 000 (JP)         | ,      |
| Hadleigh Farm                                  | Cyclisme (VTT)                  | —             | 20 000 (incluant 3 000 places assises) | [ 25 ] |
| Lee Valley White Water Centre                  | Canoë (slalom)                  | —             | 12 000 maximum                         | [ 26 ] |
| Weymouth and Portland National Sailing Academy | Nautisme                        | Nautisme      | 17 400 (JP)                            | ,      |
| Circuit de Brands Hatch                        |                                 | Vélo-Handbike | ?                                      |        |

### Stade de Football

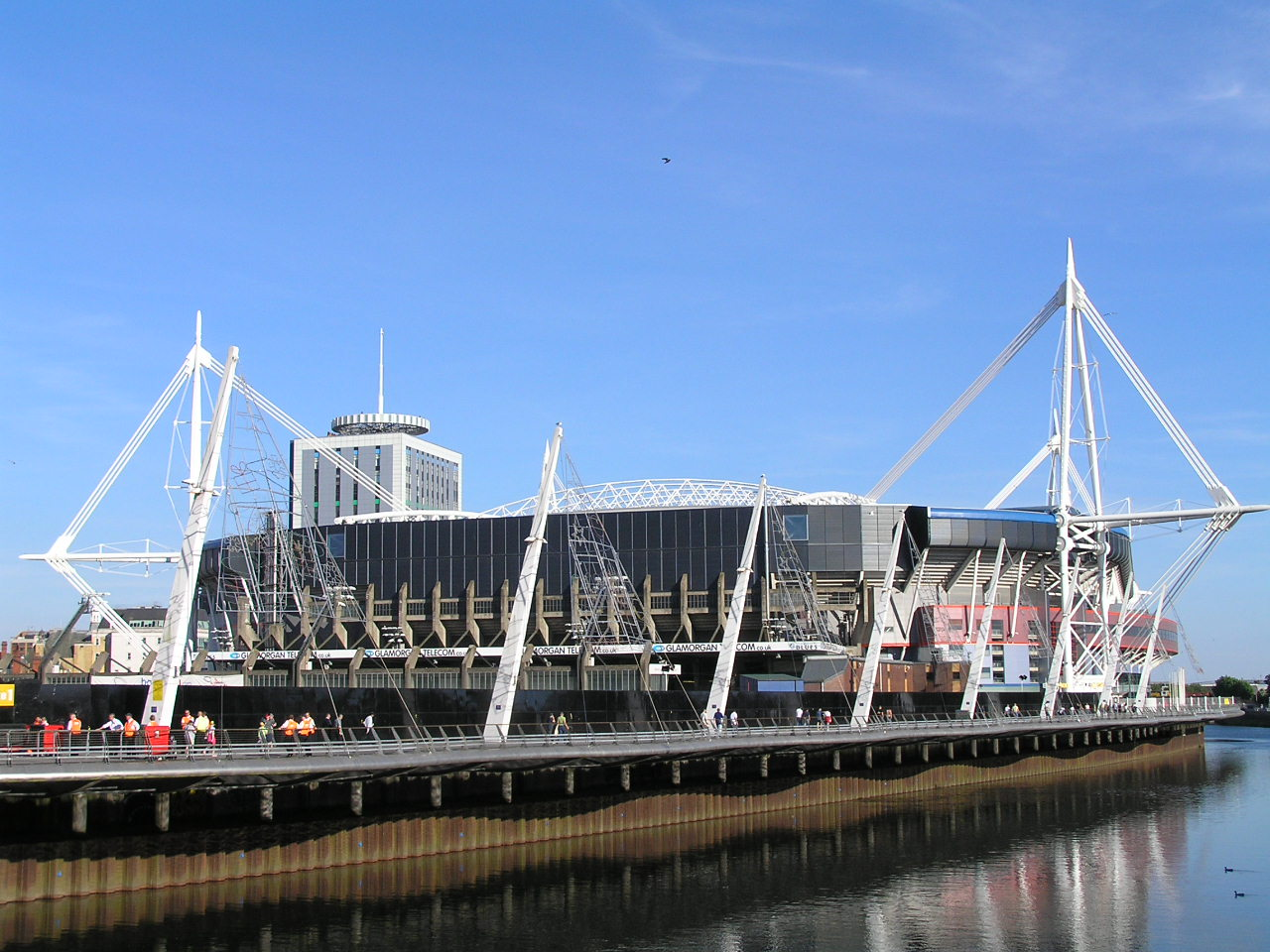
Le stade du millénaire à Cardiff

Les premiers tours de football sont joués dans les stades britanniques montrés ci-dessous:
| Lieux d'accueil                      | Sports   | Capacité | Ref.   |
| ------------------------------------ | -------- | -------- | ------ |
| Ricoh Arena (Coventry)               | Football | 32 500   | [ 28 ] |
| Hampden Park (Glasgow)               | Football | 52 000   | [ 29 ] |
| Millennium Stadium (Cardiff)         | Football | 74 600   | [ 30 ] |
| Old Trafford (Manchester)            | Football | 76 000   | [ 31 ] |
| St James' Park (Newcastle upon Tyne) | Football | 52 000   | [ 32 ] |

## Le village Olympique et Paralympique
Le village olympique se situe dans la zone olympique principale, proche du stade olympique. 
Coordonnées: 51° 32′ 54,56″ N, 0° 00′ 40,59″ O
- Le village contient 17 320 lits et prévoit pour chaque athlète un espace de 16 m2.
- Il y a 3 300 appartements.
- Chaque appartement possède une télévision, un accès à Internet et un espace extérieur privé.
- Le hall du dîner se charge de 5 500 athlètes à la fois.

## Transport et infrastructures

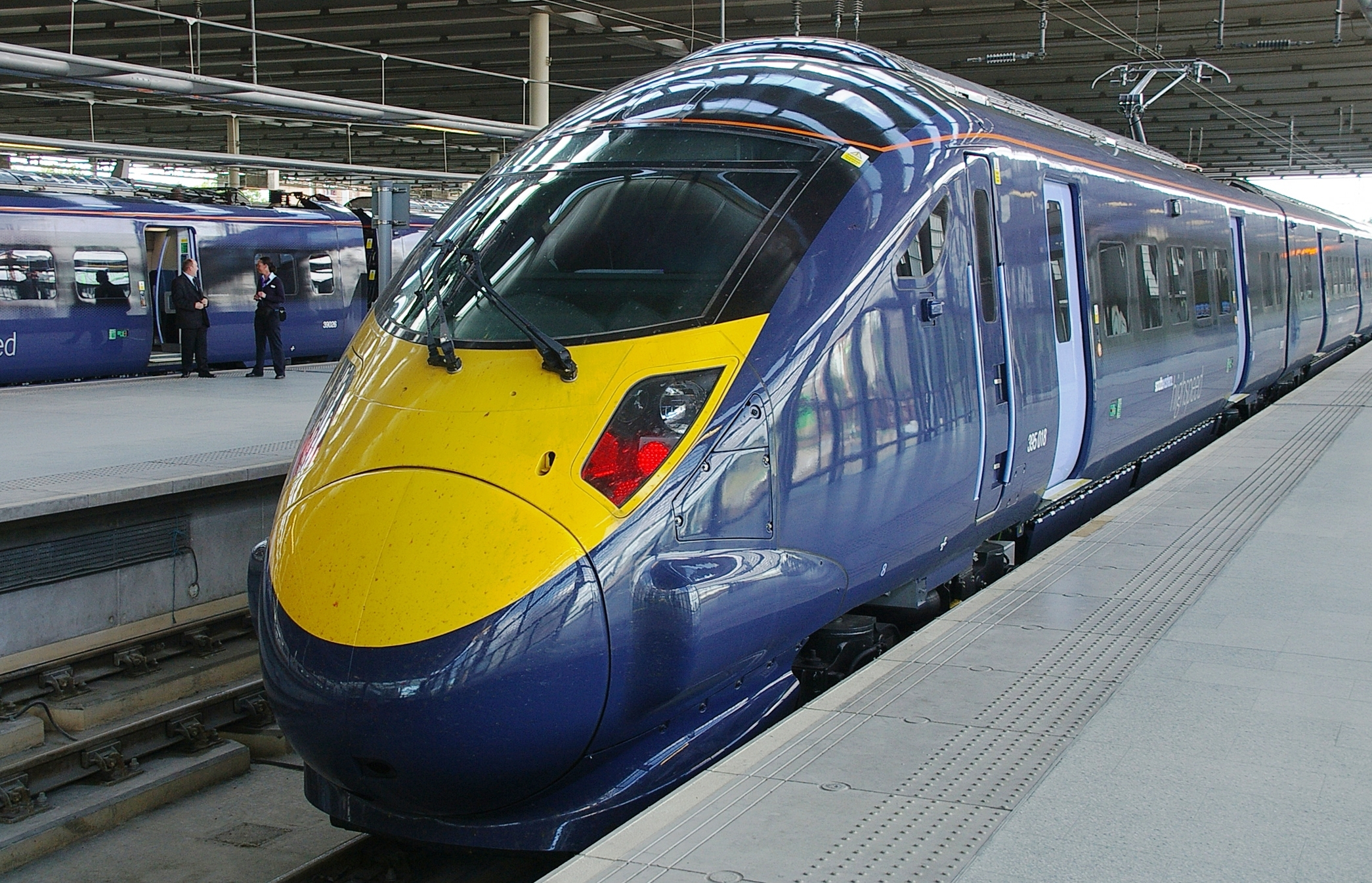
Le service du "Javelin Olympique"

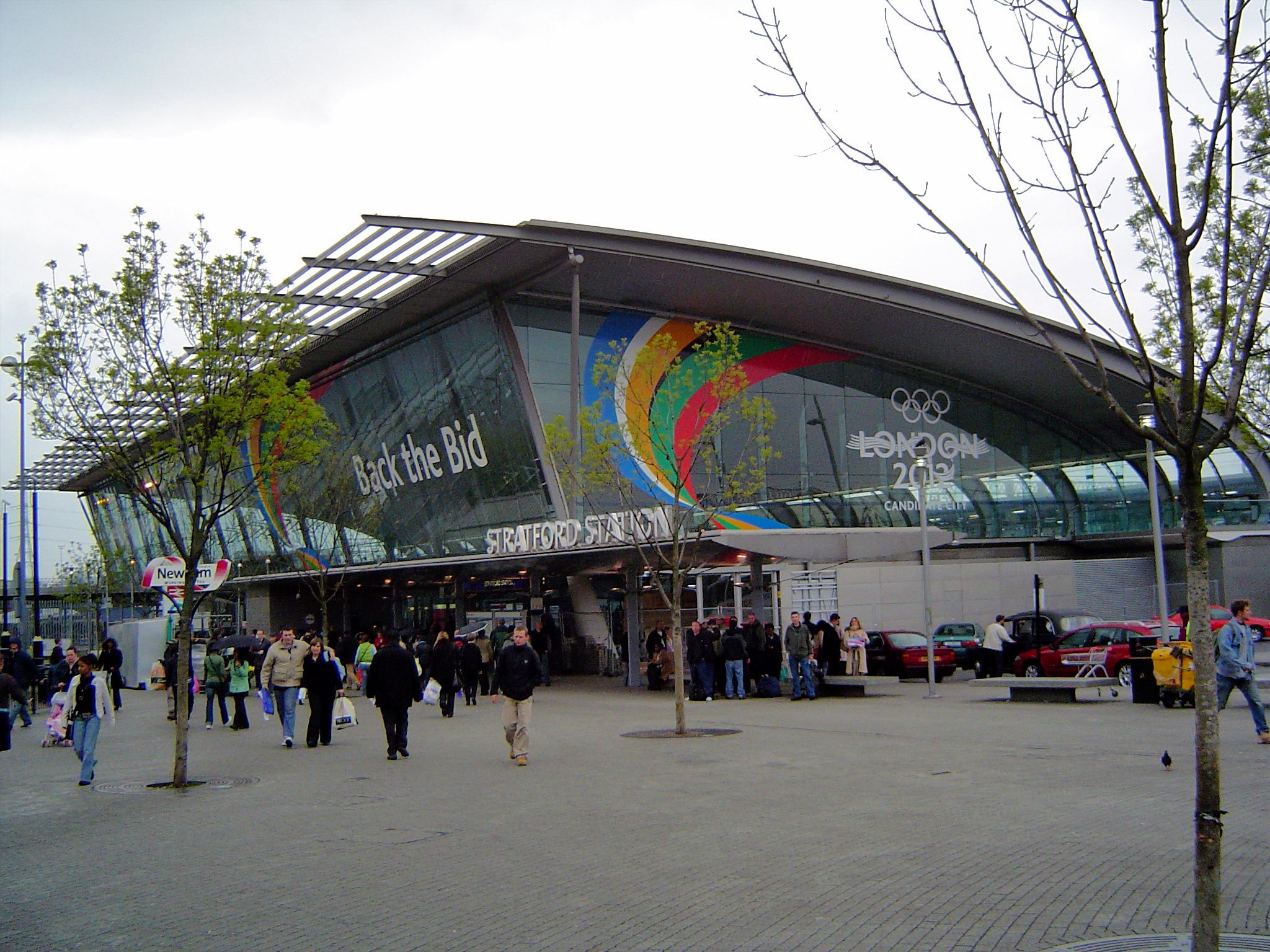
La gare de Stratford

Le transport, très mal perçu sur l'évaluation initiale du comité internationale olympique, a vu une nette amélioration, notamment sur les lignes nord et est de Londres ainsi que le métro léger Docklands Light Railway.
Pendant les Jeux, 80 % des athlètes sont à moins de 20 minutes de leurs évènements, et 97 % à moins de 30 minutes. Ensemble, tous les moyens de transports rassemblent autour de 240 trains chaque heure.
Le 28 juin 2012, un téléphérique au-dessus de la Tamise est ouvert à Londres: l'Emirates Air Line. Il permet de relier deux grands centres accueillant les compétitions.
- L'objectif pour 90 % des lieux d'accueil est de servir minimum trois moyens de transports différents.
- Il y a deux stations de parking géantes en quittant l'autoroute M25, avec une capacité identique de 12 000 voitures, à 25 minutes du parc olympique.
- Il y a 9 000 places de parking disponibles à Ebbsfleet d'où les spectateurs peuvent rallier les trains du service du "Javelin Olympique" en moins de 10 minutes pour se rendre au Parc Olympique. Il s'agit de la même station que celle des spectateurs européens voyageant avec l'Eurostar.
- On prédit que, les jours d'évènements, 78 % des spectateurs viendront de Londres, et 22 % du reste de l'Europe.
- Les organisateurs estiment que 80 % de visiteurs et membres officiels du comité utiliseront le train pour se rendre au parc olympique.
- Des voitures électriques, ou qui rejettent très peu de gaz à effet de serre sont utilisées pour transporter les athlètes et leur équipe.

## Changement depuis la sélection
Regent's Park devait accueillir le softball et le baseball et surement le football si et seulement si le stade prévu auparavant pour cela ne contiendrait pas assez de place pour les spectateurs ou à cause de problèmes d'emplois du temps, mais le CIO a décidé de retirer ces sports de la liste olympique.
Windsor Park à Belfast, en Irlande du Nord, devait être un accueil pour le football, avant que ce projet soit annulé.
Le 7 juin 2006, un plan pour le parc olympique est annoncé. Le changement le plus important est le déplacement du volleyball sur une nouvelle arène. La révision réorganise aussi le basket-ball, le cyclisme, l'escrime, le tennis et le hockey sur gazon. 
En août 2009, Villa Park est retiré des stades de football qui accueilleront le sport aux jeux.